# Kronau
Kronau (Baden) là một đô thị ở huyện Karlsruhe, bang Baden-Württemberg, Đức. Đô thị này có diện tích 10,91 km², dân số thời điểm 31 tháng 12 năm 2006 là 5580 người.